# Piper Maru
"Piper Maru" é o décimo-quinto episódio da terceira temporada do seriado televisivo de ficção científica The X-Files. Sua estreia ocorreu em 9 de fevereiro de 1996, na emissora de televisão norte-americana Fox. Escrito por Chris Carter e Frank Spotnitz e dirigido por Rob Bowman, é a primeira parte de uma sequência de dois episódios que apresentam ao público o "óleo negro", entidade biológica capaz de adentrar o corpo de seres humanos. Sua continuação é o episódio Apocrypha. O desenvolvimento do script foi feito inicialmente por Carter com base em duas imagens que ele tinha visto e que desejava incluir em um dos episódios da série "desde seu início".
No episódio, Mulder (David Duchovny) e Scully (Gillian Anderson) investigam os misteriosos acontecimentos que levaram a tripulação do navio francês Piper Maru a um estado crítico de saúde, ocasionado por exposição direta à radiação. Os investigadores descobrem que, durante a busca que faziam no oceano pacífico pelos destroços de um avião da Segunda Guerra Mundial, os marinheiros mantiveram contato com um material de alta radioatividade, que acabou levando-os a morte. Em meio a investigação, Mulder acaba descobrindo que Krycek (Nicholas Lea) obteve acesso a fita digital que contém informações sobre as atividades paranormais ocorridas em todo o planeta e que está vendendo esses arquivos a um informante em Hong Kong.
Logo após o lançamento, "Piper Maru" obteve resposta favorável tanto por parte da crítica especializada quanto por parte dos telespectadores. O episódio foi elogiado e destacado por muitos resenhistas em suas publicações, e obteve uma das maiores audiências do show durante seu período original de transmissão. Nos Estados Unidos, cerca de 16 milhões de americanos assistiram a estreia do capítulo em fevereiro de 1996, o que deu ao mesmo uma média de 10.6 na Nielsen Ratings.

## Produção

### Concepção
O conceito do episódio foi desenvolvido com base em duas imagens que o autor Chris Carter quis incluir em um dos episódios da série "desde seu início". A primeira delas mostrava um mergulhador encontrando um piloto ainda vivo preso aos destroços de um avião de combate da Segunda Guerra Mundial; a segunda mostrava um flashback em preto-e-branco de um submarino. A inspiração partiu ainda de um momento no qual o diretor Rob Bowman compartilhou suas experiências de mergulho com Carter e afirmou que um episódio baseado no achado de algo "arrepiante" no fundo do mar seria uma boa ideia. Além disso, Carter também queria que o episódio fizesse uma reapresentação dos "Documentos MJ" que haviam sido exibidos anteriormente em "Paper Clip".
Frank Spotnitz começou a trabalhar no capítulo imediatamente após ter produzido o episódio "731", concluindo o restante do conceito durante um voo para Mineápolis. Spotnitz incluiu ao conceito pré-produzido por Carter a investigação do assassinato da irmã de Scully e o ressurgimento de Alex Krycek. Essas ideias foram inicialmente escritas dentro de uma revista, já que, durante a viagem, o autor não levava papel consigo. O título do capítulo é uma homenagem à filha da atriz Gillian Anderson, que nasceu durante o desenvolvimento da temporada anterior. Foram utilizados tanto o primeiro quanto o segundo nome da jovem Piper Maru para compor o título do episódio. O nome do personagem Gauthier é uma homenagem ao nome do produtor de efeitos especiais David Gauthier.

### Filmagens e pós-produção

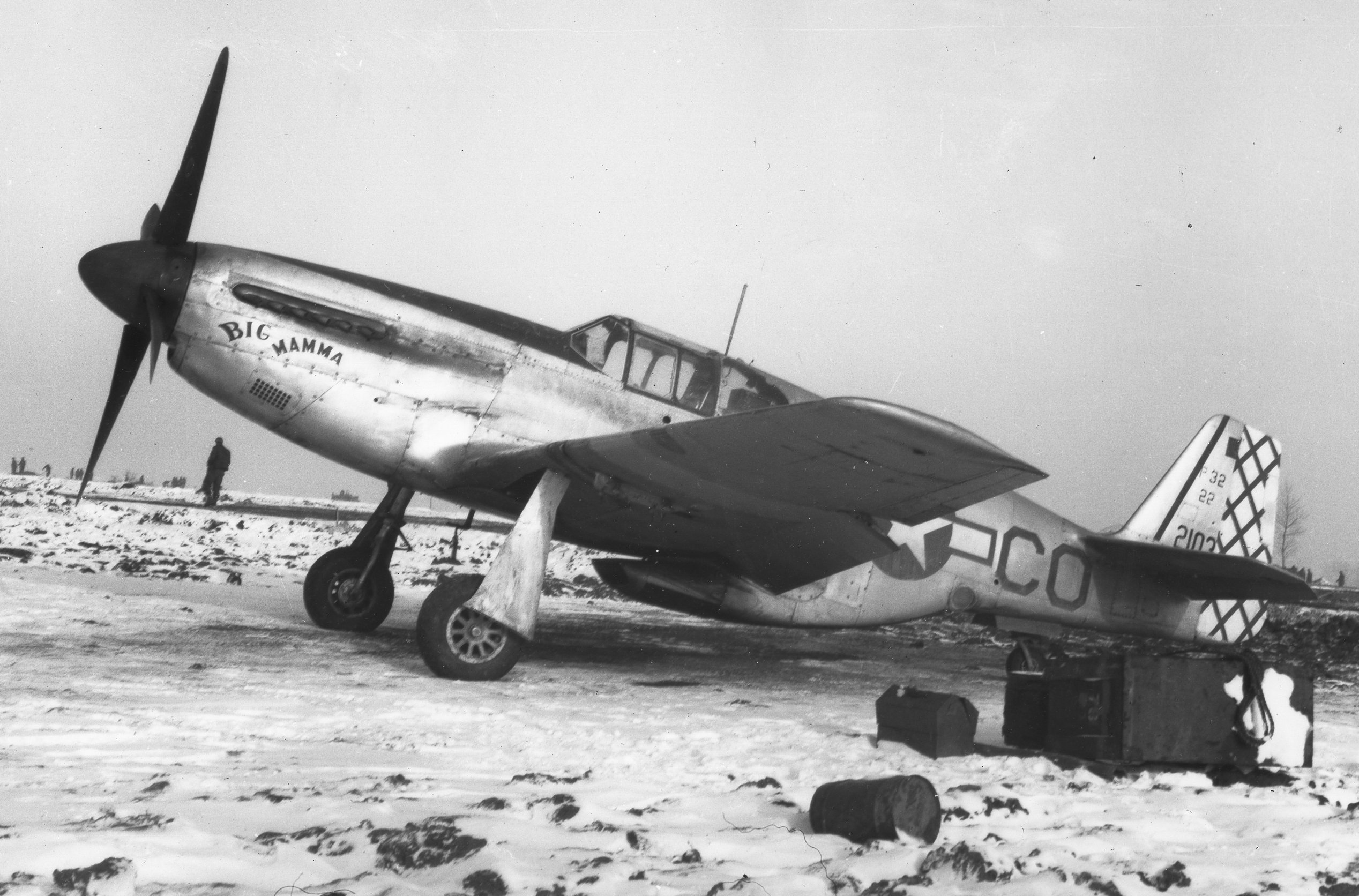
Um P-51 Mustang utilizado na Segunda Guerra Mundial. Uma réplica desse avião foi utilizada durante as filmagens do episódio.

O trecho inicial do episódio foi gravado em um tanque de água, utilizando uma réplica do P-51 Mustang que foi criada pelo diretor de arte. Robert Maier, o homem que aparece dentro do avião no fundo do oceano, havia trabalhado como coordenador de construção da série antes de atuar na mesma. Maier revelou que sua participação no show fez com que se realizasse um de seus "sonhos de longa data", que era o de trabalhar como dublê. A cena na qual Scully relembra as brincadeiras de infância que teve com sua irmã foi filmada utilizando um recurso para inserir as crianças em um plano digital paralelo a imagem de Anderson como a versão adulta da personagem. O diretor Rob Bowman pediu que a atriz direcionasse sua atuação e olhares para uma árvore que colocada no cenário, que servia para simular as crianças. Durante a gravação, Bowman brincou com Anderson afirmando que "iria contar a todos que pudesse" que ela havia feito aquela "excelente reação emotiva para uma árvore". Houve ainda uma refilmagem da cena final do episódio, na qual Duchovny e Nicholas Lea andavam em direção à câmera, e ao passarem por ela, a cena continuava. Na segunda versão, quando os atores se aproximam, a imagem é cortada. Ao término da gravação, o diretor brincou mais uma vez com o elenco, em especial com Lea, afirmando que este "pularia na frente de um caminhão se conseguisse fazer uma cena melhor".
As aparições do "óleo negro" nas cenas do capítulo foram produzidas através de efeitos visuais, através dos quais o efeito deste cintilando nos olhos dos atores foi desenvolvido e inserido na pós-produção. A equipe de produção realizou testes de forma repetida a fim de encontrar a forma certa do fluido negro. De acordo com o funcionário David Gauthier, que trabalhou na criação dos efeitos visuais físicos, foi utilizada uma mistura de óleo e acetona, que ele acreditava ter dado a substância uma aparência mais semelhante a globular. Quando o conteúdo físico foi desenvolvido, o técnico em efeitos visuais digitais Mat Beck pode inserir o óleo no glóbulo do elenco. Nos créditos, o nome de Nicholas Lea foi colocado em último lugar, a fim de manter a surpresa a respeito de sua participação. Durante uma entrevista, Gillian Anderson afirmou ter achado esses um dos episódios mais complexos da série em termos emocionais. Ela declarou: "'Piper Maru' foi um desafio. Havia algo nele - ter que reviver o passado... o modo como ele colocou o  presente e o passado juntos. Foi simplesmente muito bom gravá-lo". Em resposta, o diretor Kim Manners elogiou o trabalho da atriz no capítulo, afirmando: "Você olha para a primeira temporada, depois olha para a terceira temporada e vê que aquela garota cresceu em termos de capacidade e talento".

## Enredo

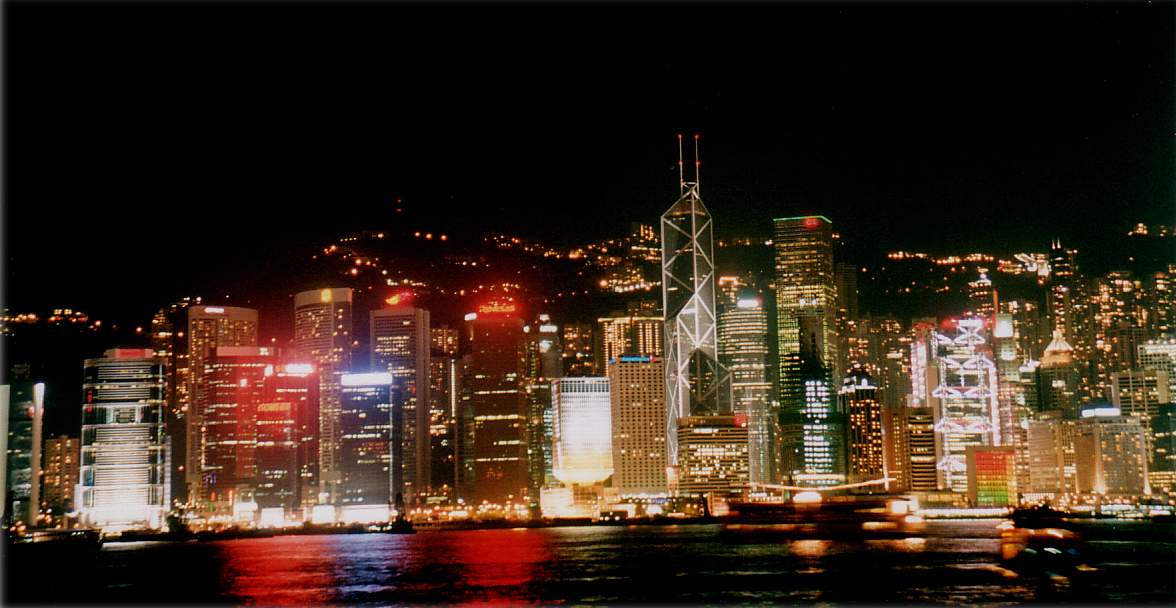
Hong Kong (foto) foi o cenário de uma das sequências-chave das filmagens do episódio, na qual Mulder descobre que Krycek está em possui da fita digital que contém segredos do governo acerca da existência de vida extraterre.

Piper Maru, um navio de resgate francês, está em uma expedição de busca no Oceano Pacífico. Gauthier (Ari Solomon), um dos membros da tripulação, mergulha no mar e descobre os destroços um avião de combate da Segunda Guerra Mundial a alguns metros de profundidade. No interior do avião, Gauthier avista um homem ainda vivo com uma substância preta percorrendo seus olhos. A câmera através da qual o marinheiro transmitia imagens aos tripulantes da embarcação tem sua transmissão cortada no mesmo momento, e algumas horas depois, o marinheiro retorna ao barco, completamente confuso e com a mesma substância preta do homem no fundo do mar em seus olhos.
Em Washington, o diretor-assistente Skinner (Mitch Pileggi) avisa a Scully (Gillian Anderson) que as investigações sobre o assassinato de sua irmã foram suspensas, devido a falta de provas. A notícia causa revolta na agente federal. Na seção dos Arquivos-X, Mulder (David Duchovny) conta a Scully sobre a história do Piper Maru, que ao atracar em um porto em San Diego trouxe consigo uma tripulação completamente ferida pelo que acredita-se que tenha sido uma exposição à radiação. Mulder crê que o acidente com os marinheiros tem algo a ver com uma nave espacial que supostamente foi localizada pelo governo no mesmo local. A dupla de agentes decide então investigar o caso, e descobre que apenas um dos homens que estavam a bordo ficou ileso aos efeitos da radiação: Gauthier. Em seguida eles visitam o navio e descobrem algumas pistas importantes, como uma substância oleosa em torno dos trajes de mergulho de Gauthier e que os tripulantes haviam localizado um P-51 Mustang. Simultaneamente, Gauthier retorna a sua casa e, enquanto procura desesperadamente por um papel, é surpreendido por sua esposa, Joan. A mulher se assusta com o comportamento do marido, e quando o questiona sobre o motivo de suas ações, é atacada por ele, que transfere o misterioso óleo para seu corpo.
Na sequência, Scully visita um dos ex-colegas de exército de seu falecido pai, em busca de mais informações sobre o P-51 Mustang. Ao ser questionado sobre seu conhecimento a respeito do avião, o Comandante Johansen (Robert Clothier) diz não saber nada sobre o mesmo. Ao mesmo tempo, Mulder vai a casa de Gauthier e o encontra caído ao chão da cozinha, coberto pela mesma substância oleosa encontrada no traje de mergulho. Ele também  encontra o papel de uma corretora em meio a vários documentos revirados, e decide visitar o local em busca de informações. Ao chegar lá, ele conhece a "secretária" Jeraldine, a quem questiona sobre o paradeiro do "Sr. Kallenchuk", suposto dono do local. Jeraldine diz que o "patrão" está no exterior, e quando Mulder deixa o escritório, foge. Ele a segue, e logo em seguida a corretora é invadida por um grupo de homens. Enquanto se dirige a saída do local onde mora o Comandande Johansen, Scully é parada pelo mesmo, que lhe revela saber sobre o P-51 Mustang. Johansen conta a ela que durante a Segunda Guerra Mundial ele e outros oficiais foram encarregados de localizar um avião de bombardeio que estava a bordo do submarino Zeus Faber. A aeronave carregava uma bomba atômica com poder de fogo semelhante ao da bomba explodida em Hiroshima durante a Guerra, e estava sendo escoltado por diversos P-51's, incluindo o que foi localizado pelo Piper Maru. Ele recorda-se de como seus colegas ficaram feridos ao serem expostos ao composto e de um motim dos mesmos contra seu capitão, que não queria permitir a saída dos tripulantes do navio. Ao descobrir a informação, Scully avisa Mulder, que está em Hong Kong atrás de Jeraldine. Além dos dois, a esposa de Gauthier também viaja para o país.
Em Hong Kong, Mulder descobre que Jeraldine é uma informante que vende arquivos secretos do governo americano. Ele força a traidora a levá-lo ao seu escritório, onde descobre que Krycek (Nicholas Lea) é sócio de Jeraldine, e que ele está tentando vender a fita digital que contém informações sobre a existência de vida extraterrestre. Um grupo de homens invade o prédio, e no mesmo momento, Krycek consegue escapar e Mulder se desprende de Jeraldine, com quem havia se algemado pouco antes. A mulher é baleada, e quando os homens que a perseguem entram no escritório, avistam Mulder fugindo pela janela. Enquanto eles o olham, Joan entra no local e expõe todos a luz brilhante, que os deixa com queimaduras iguais aos dos tripulantes expostos à radiação. Nos Estados Unidos, Skinner é baleado por um homem em um café. Scully é avisada sobre o incidente e dirige-se ao hospital. De volta a Hong Kong, Mulder encontra Krycek no aeroporto e obriga a levá-lo até a fita digital. Krycek pede para antes de levá-lo ao local ir ao banheiro. No local, ele depara-se com Joan, que transmite o óleo negro para seu corpo. Ao sair do banheiro, Krycek deixa o aeroporto na companhia de Mulder e infectado pelo organismo.

## Repercussão

### Recepção da crítica, audiência e legado
| Críticas profissionais | Críticas profissionais |
| Avaliações da crítica  | Avaliações da crítica  |
| Fonte                  | Avaliação              |
| ---------------------- | ---------------------- |
| Entertainment Weekly   | (A)                    |
| The A.V. Club          | (A)                    |

No geral, "Piper Maru" foi recepcionado de forma positiva pela crítica contemporânea. Em uma análise da terceira temporada, o Entertainment Weekly destacou o episódio como um dos melhores do terceiro ano de série, pontuando-lhe com um A. A análise afirmou que o trabalho de Mulder como detetive ao longo da trama é "repleto de ação" e destacando sua complementação em meio a "um cenário já crepitante". Todd VanDerWerff do The A.V. Club também pontuou o capítulo com um A, definindo ele e sua continuação como o melhor conjunto de episódios duplos feito para o seriado. VanDerWerff estabeleceu uma diferença entre esse segmento e a sequência "Nisei" / "731", afirmando que o primeiro apresenta-se algo "mais emocional, [...] que permite a Scully lamentar a morte de sua irmã e trazer de volta o maior vilão de Mulder, Alex Krycek". O resenhista destacou também a criação do "óleo negro", definindo-a como possivelmente "a mais original e assustadora" criação da mitologia de The X-Files. O site Den of Geek's também destacou o "óleo negro" como um dos pontos altos do seriado, listando-o em segundo lugar em seu top 10 dos "malvadões" da saga.
Além de revisões positivas, "Piper Maru" também conquistou uma alta audiência durante sua exibição original nos Estados Unidos. Transmitido pela primeira vez em 9 de fevereiro de 1996 através da Fox Broadcasting Company, o episódio registrou uma audiência de 16.44 milhões de telespectadores, com share de 10,6% segundo a Nielsen Ratings. No momento da transmissão, o share total era de 18%, o que indica que a maior parte dos televisores ligados no momento estavam assistindo a série. A história desse capítulo teve grande importância na construção do legado de The X-Files. O "óleo negro", que tornou-se extremamente significativo para a mitologia do seriado, foi apresentado pela primeira vez neste capítulo, o que contou como ponto positivo para o desenvolvimento de sua popularidade em meio aos fãs. A trama serviu ainda de inspiração para a criação de outros projetos de arte e cinema, entre eles o filme Alien Vs. Predator, no qual um navio com o mesmo nome do que aparece na história foi utilizado, em homenagem a série.

## Histórico de transmissão
| País           | Emissora  | Data                                      |
| -------------- | --------- | ----------------------------------------- |
| Estados Unidos | Fox       | 9 de fevereiro de 1996[carece de fontes?] |
| Finlândia      | MTV3      | 17 de dezembro de 1996[carece de fontes?] |
| Alemanha       | ProSieben | 19 de dezembro de 1996[carece de fontes?] |
| Polônia        | TVP2      | 16 de junho de 1997[carece de fontes?]    |